# Corrupción en Corea del Norte

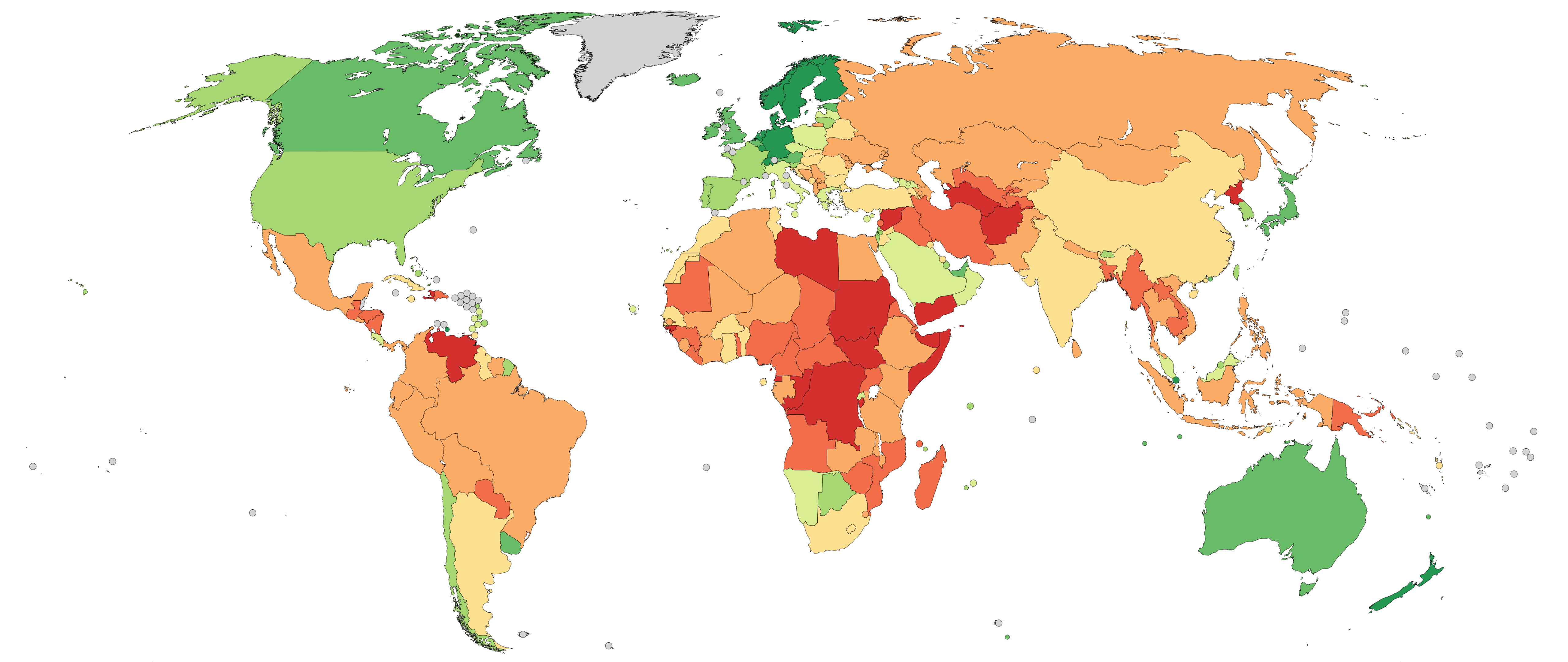
Índice de corrupción a nivel mundial

La corrupción en Corea del Norte es un problema generalizado y creciente en la sociedad norcoreana. Corea del Norte ocupa el puesto 175 de 177 países en el Índice de Percepción de la Corrupción 2013 de Transparencia Internacional (empatado con Somalia y Afganistán).  Las reglas estrictas y los castigos impuestos por el gobierno, por ejemplo, contra el acceso a medios extranjeros o por modificar receptores de radio o televisión para acceder a medios extranjeros, se evitan comúnmente ofreciendo sobornos a la policía. Loa informantes se ha vuelto menos comunes.
Los medios estatales de Corea del Norte admitieron la corrupción generalizada en Corea del Norte, al presentar las acusaciones contra Jang Song-taek después de su ejecución en diciembre de 2013. La declaración menciona soborno, desviación de materiales, venta de recursos y tierras, obtención de fondos y despilfarro de dinero para uso privado. por organizaciones bajo su control.